# 토요일 밤의 열기
《토요일 밤의 열기》(Saturday Night Fever)는 미국에서 제작된 존 바담 감독의 1977년 드라마, 뮤지컬, 멜로/로맨스 영화이다. 존 트라볼타 등이 주연으로 출연하였고 로버트 스티그우드 등이 제작에 참여하였다.

## 출연

### 주연
- 존 트라볼타

### 조연
- 카렌 린 고니
- 베리 밀러
- 조시프 카일
- 폴 파페
- 브루스 온스타인
- 도나 페스코
- 발 비소글리오
- 줄리 보바소
- 마틴 쉐이카
- 니나 핸슨
- 리사 페루소

## 기타
- 미술: 찰스 베일리
- 의상: 패트리지아 본 브랜던스타인
- 안무: 레스터 윌슨